# Дуби (Крупський район)
Дуби (біл. вёска Дубы) — село в складі Крупського району Мінської області, Білорусь. Село підпорядковане Костричницькій сільській раді, розташоване в східній частині області.